# Dolhești (okręg Jassy)
Dolhești – wieś w Rumunii, w okręgu Jassy, w gminie Dolhești. W 2011 roku liczyła 699 mieszkańców.